# Wereldkampioenschap superbike van Buriram 2016
Het wereldkampioenschap superbike van Buriram 2016 was de tweede ronde van het wereldkampioenschap superbike en het wereldkampioenschap Supersport 2016. De races werden verreden op 12 en 13 maart 2016 op het Chang International Circuit nabij Buriram, Thailand.

## Superbike

### Race 1
| Pos | Nr  | Rijder                    | Constructeur | Rondes | Tijd        | Grid | Punten |
| --- | --- | ------------------------- | ------------ | ------ | ----------- | ---- | ------ |
| 1   | 1   | Jonathan Rea              | Kawasaki     | 20     | 31:32.311   | 2    | 25     |
| 2   | 66  | Tom Sykes                 | Kawasaki     | 20     | +0.222      | 3    | 20     |
| 3   | 60  | Michael van der Mark      | Honda        | 20     | +9.623      | 1    | 16     |
| 4   | 7   | Chaz Davies               | Ducati       | 20     | +17.167     | 4    | 13     |
| 5   | 21  | Markus Reiterberger       | BMW          | 20     | +18.894     | 9    | 11     |
| 6   | 22  | Alex Lowes                | Yamaha       | 20     | +20.754     | 7    | 10     |
| 7   | 50  | Sylvain Guintoli          | Yamaha       | 20     | +24.221     | 5    | 9      |
| 8   | 81  | Jordi Torres              | BMW          | 20     | +31.064     | 10   | 8      |
| 9   | 15  | Alex de Angelis           | Aprilia      | 20     | +34.348     | 19   | 7      |
| 10  | 32  | Lorenzo Savadori          | Aprilia      | 20     | +34.479     | 18   | 6      |
| 11  | 2   | Leon Camier               | MV Agusta    | 20     | +37.013     | 14   | 5      |
| 12  | 40  | Román Ramos               | Kawasaki     | 20     | +41.113     | 15   | 4      |
| 13  | 151 | Matteo Baiocco            | Ducati       | 20     | +44.369     | 12   | 3      |
| 14  | 12  | Javier Forés              | Ducati       | 20     | +45.053     | 16   | 2      |
| 15  | 25  | Josh Brookes              | BMW          | 20     | +51.939     | 13   | 1      |
| 16  | 20  | Sylvain Barrier           | Kawasaki     | 20     | +54.314     | 17   |        |
| 17  | 11  | Saeed Al Sulaiti          | Kawasaki     | 20     | +1:06.541   | 20   |        |
| 18  | 34  | Davide Giugliano          | Ducati       | 20     | +1:09.530   | 6    |        |
| 19  | 9   | Dominic Schmitter         | Kawasaki     | 20     | +1:40.904   | 23   |        |
| 20  | 56  | Péter Sebestyén           | Yamaha       | 19     | +1 ronde    | 22   |        |
| 21  | 19  | Sahustchai Kaewjaturaporn | Kawasaki     | 19     | +1 ronde    | 25   |        |
| 22  | 10  | Imre Tóth                 | Yamaha       | 19     | +1 ronde    | 24   |        |
| 23  | 14  | Anucha Nakcharoensri      | Yamaha       | 17     | +3 ronden   | 21   |        |
| DNF | 17  | Karel Abraham             | BMW          | 19     | Ongeluk     | 11   |        |
| DNF | 69  | Nicky Hayden              | Honda        | 9      | Uitgevallen | 8    |        |

### Race 2
| Pos | Nr  | Rijder                    | Constructeur | Rondes | Tijd        | Grid | Punten |
| --- | --- | ------------------------- | ------------ | ------ | ----------- | ---- | ------ |
| 1   | 66  | Tom Sykes                 | Kawasaki     | 20     | 31:33.493   | 3    | 25     |
| 2   | 1   | Jonathan Rea              | Kawasaki     | 20     | +0.190      | 2    | 20     |
| 3   | 7   | Chaz Davies               | Ducati       | 20     | +0.314      | 4    | 16     |
| 4   | 60  | Michael van der Mark      | Honda        | 20     | +5.199      | 1    | 13     |
| 5   | 69  | Nicky Hayden              | Honda        | 20     | +10.643     | 8    | 11     |
| 6   | 50  | Sylvain Guintoli          | Yamaha       | 20     | +13.068     | 5    | 10     |
| 7   | 21  | Markus Reiterberger       | BMW          | 20     | +14.481     | 9    | 9      |
| 8   | 81  | Jordi Torres              | BMW          | 20     | +14.504     | 10   | 8      |
| 9   | 32  | Lorenzo Savadori          | Aprilia      | 20     | +21.694     | 18   | 7      |
| 10  | 34  | Davide Giugliano          | Ducati       | 20     | +23.794     | 6    | 6      |
| 11  | 2   | Leon Camier               | MV Agusta    | 20     | +27.205     | 14   | 5      |
| 12  | 40  | Román Ramos               | Kawasaki     | 20     | +32.309     | 15   | 4      |
| 13  | 151 | Matteo Baiocco            | Ducati       | 20     | +36.672     | 12   | 3      |
| 14  | 15  | Alex de Angelis           | Aprilia      | 20     | +38.761     | 19   | 2      |
| 15  | 17  | Karel Abraham             | BMW          | 20     | +39.789     | 11   | 1      |
| 16  | 25  | Josh Brookes              | BMW          | 20     | +42.840     | 13   |        |
| 17  | 20  | Sylvain Barrier           | Kawasaki     | 20     | +46.158     | 17   |        |
| 18  | 14  | Anucha Nakcharoensri      | Yamaha       | 20     | +1:04.628   | 21   |        |
| 19  | 9   | Dominic Schmitter         | Kawasaki     | 20     | +1:21.675   | 23   |        |
| 20  | 56  | Péter Sebestyén           | Yamaha       | 20     | +1:21.687   | 22   |        |
| 21  | 10  | Imre Tóth                 | Yamaha       | 19     | +1 ronde    | 24   |        |
| 22  | 19  | Sahustchai Kaewjaturaporn | Kawasaki     | 19     | +1 ronde    | 25   |        |
| DNF | 22  | Alex Lowes                | Yamaha       | 9      | Uitgevallen | 7    |        |
| DNF | 12  | Javier Forés              | Ducati       | 9      | Uitgevallen | 16   |        |
| DNF | 11  | Saeed Al Sulaiti          | Kawasaki     | 7      | Uitgevallen | 20   |        |

## Supersport
| Pos | Nr  | Rijder              | Constructeur | Rondes | Tijd           | Grid | Punten |
| --- | --- | ------------------- | ------------ | ------ | -------------- | ---- | ------ |
| 1   | 16  | Jules Cluzel        | MV Agusta    | 17     | 28:09.359      | 1    | 25     |
| 2   | 1   | Kenan Sofuoğlu      | Kawasaki     | 17     | +0.812         | 3    | 20     |
| 3   | 2   | P.J. Jacobsen       | Honda        | 17     | +0.956         | 4    | 16     |
| 4   | 21  | Randy Krummenacher  | Kawasaki     | 17     | +1.237         | 2    | 13     |
| 5   | 111 | Kyle Smith          | Honda        | 17     | +3.644         | 6    | 11     |
| 6   | 25  | Alex Baldolini      | MV Agusta    | 17     | +8.846         | 5    | 10     |
| 7   | 63  | Zulfahmi Khairuddin | Kawasaki     | 17     | +11.457        | 13   | 9      |
| 8   | 87  | Lorenzo Zanetti     | MV Agusta    | 17     | +11.692        | 16   | 8      |
| 9   | 4   | Gino Rea            | MV Agusta    | 17     | +11.720        | 9    | 7      |
| 10  | 69  | Ondřej Ježek        | Kawasaki     | 17     | +20.695        | 17   | 6      |
| 11  | 24  | Decha Kraisart      | Yamaha       | 17     | +22.087        | 14   | 5      |
| 12  | 19  | Kevin Wahr          | Honda        | 17     | +25.583        | 11   | 4      |
| 13  | 68  | Glenn Scott         | Honda        | 17     | +26.243        | 18   | 3      |
| 14  | 81  | Luke Stapleford     | Honda        | 17     | +27.193        | 10   | 2      |
| 15  | 41  | Aiden Wagner        | MV Agusta    | 17     | +31.393        | 21   | 1      |
| 16  | 11  | Christian Gamarino  | Kawasaki     | 17     | +34.357        | 20   |        |
| 17  | 64  | Federico Caricasulo | Honda        | 17     | +38.101        | 15   |        |
| 18  | 44  | Roberto Rolfo       | MV Agusta    | 17     | +40.696        | 23   |        |
| 19  | 10  | Nacho Calero        | Kawasaki     | 17     | +54.665        | 22   |        |
| 20  | 78  | Hikari Okubo        | Honda        | 17     | +1:04.029      | 12   |        |
| 21  | 35  | Stefan Hill         | Honda        | 17     | +1:09.167      | 24   |        |
| 22  | 83  | Lachlan Epis        | Kawasaki     | 17     | +1:16.349      | 25   |        |
| DNF | 59  | Ratthapong Wilairot | Honda        | 5      | Schade ongeluk | 7    |        |
| DNF | 77  | Kyle Ryde           | Yamaha       | 4      | Uitgevallen    | 19   |        |
| DNF | 88  | Nicolás Terol       | MV Agusta    | 0      | Uitgevallen    | 8    |        |

## Tussenstanden na wedstrijd

### Superbike
| Pos | Nr | Rijder               | Team     | Punten |
| --- | -- | -------------------- | -------- | ------ |
| 1   | 1  | Jonathan Rea         | Kawasaki | 95     |
| 2   | 66 | Tom Sykes            | Kawasaki | 66     |
| 3   | 60 | Michael van der Mark | Honda    | 65     |
| 4   | 7  | Chaz Davies          | Ducati   | 55     |
| 5   | 50 | Sylvain Guintoli     | Yamaha   | 40     |

### Supersport
| Pos | Nr | Rijder              | Team      | Punten |
| --- | -- | ------------------- | --------- | ------ |
| 1   | 21 | Randy Krummenacher  | Kawasaki  | 38     |
| 2   | 2  | P.J. Jacobsen       | Honda     | 27     |
| 3   | 16 | Jules Cluzel        | MV Agusta | 25     |
| 4   | 1  | Kenan Sofuoğlu      | Kawasaki  | 20     |
| 5   | 64 | Federico Caricasulo | Honda     | 20     |

2015 · 2016 · 2017 · 2018 · 2019